# NGC 5586
NGC 5586 је ознака објекта на координатама са ректансцензијом 14h 22m 7,6s и деклинацијом + 13° 11" 4'. Открио га је Луис Свифт, 4. јуна 1886. Каснијим посматрањима на том положају није уочен никакав астрономски објекат.